# Nordafrikanische Wechselkröte

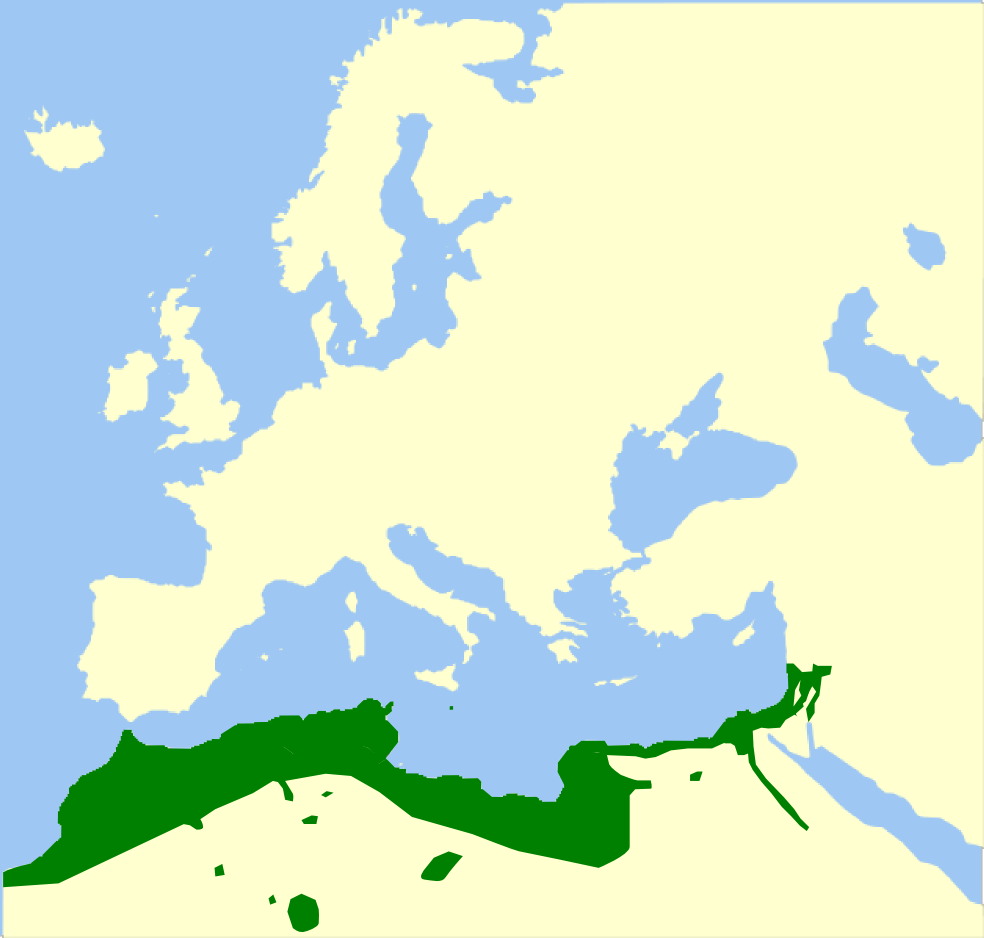
Das ungefähre Verbreitungsgebiet der Nominatform.

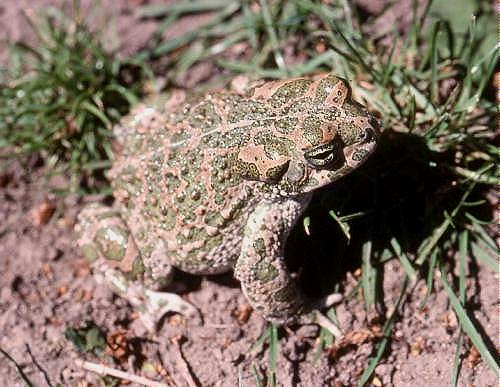

Die Nordafrikanische Wechselkröte (Bufotes boulengeri) ist eine Art der Kröten und lebt überwiegend in Nordafrika.

## Merkmale
Eine mittelgroße bis große Art aus dem Verwandtschaftskreis der Wechselkröten. Männchen erreichen Kopf-Rumpf-Längen von 9,1 cm, Weibchen bis 10,4 cm, örtlich eventuell noch etwas größer, meist aber kleiner bleibend. Die Körperform ist leicht gedrungen, der Kopf ist kurz und breiter als lang. Die Schnauze ist kurz und stumpf. Die Beine sind mäßig lang, die Hinterbeine etwas länger als die Vorderbeine. Hinter den Augen befinden sich zwei große, flache, annähernd parallel oder nach hinten leicht konvergierend verlaufende Ohrdrüsenpakete (Parotiden). Männchen besitzen eine kehlständige Schallblase, die weit vorgestülpt werden kann und zur Paarungszeit an den ersten drei Fingern schwarzbraune Brunftschwielen. Färbung und Zeichnung sind sehr variabel. Die Grundfarbe ist oberseits hellgrau, bräunlich-grau, beigefarben oder grünlich. Darauf finden sich unregelmäßige grüne Flecken, die in Größe und Umriss beträchtlich variieren und meist scharf vom Untergrund abgesetzt sind. Die Warzen auf dem Rücken und an den Körperseiten sind häufig rot oder bräunlich-rot endend. Über die Rückenmitte verläuft bei vielen Tieren eine schmale gelbe Linie. Die Iris ist gelblich-gold, durchzogen von feinen dunklen Linien. Die Unterseite ist schmutzig weiß, ohne oder mit schwärzlichen oder olivfarbenen Flecken. Die Paarungsrufe sind weithin hörbare, langgezogene Triller. Die Larven sind oberseits dunkelbräunlich oder schwärzlich gefärbt mit blassen, wenig pigmentierten und am Ende abgerundeten Schwanzsäumen. Die frisch metamorphosierten Jungtiere messen 1,5 bis 2 cm.

## Verbreitung
Die Art bewohnt ein großes Verbreitungsgebiet in Nordafrika. Es erstreckt sich im Westen von der Westsahara über nahezu ganz Marokko und das nördliche Algerien, bis nach Israel und Jordanien im Osten. Dabei erreicht das Areal auch den Süden des Libanon und Syriens. Im Zentrum des Verbreitungsgebietes lebt die Art in großen Teilen Tunesiens, im Norden von Libyen und im Norden von Ägypten, wobei sie entlang des Nil auch weiter südlich vorkommt. In Libyen und vor allem Algerien reicht die Verbreitung im Süden bis in viele Oasen der Sahara, somit kommt sie auch in den zentralen und sogar südlichen Teilen der Länder noch vor, jedoch nur in disjunkten Arealen. Ein weiteres disjunktes Areal befindet sich im Südwesten von Saudi-Arabien. In Europa lebt sie nur auf der zu Italien gehörenden Mittelmeerinsel Lampedusa sowie auf Sizilien mit Ausnahme des Nordostens.

## Lebensraum
Von Meeresspiegelhöhe bis 2600 m über NN in Marokko. Die Art bevorzugt offene Landschaften mit permanenten oder temporären Gewässern unterschiedlicher Ausprägung, wie Sümpfe, Weiher, Tümpel, Teiche, Bäche, auch vom Menschen geschaffene Wasserreservoirs, Zisternen, Straßengräben und andere. Sie laicht auch in Brackwasser und toleriert große Trockenheit, sowie hohen Salzgehalt (bis 2 %). Versteckplätze findet sie unter Steinen und in lockerem Sand.

## Lebensweise
Die Art ist zumindest in Teilen des Areals, z. B. in der Küstenregion Nordwest-Algeriens, ganzjährig aktiv. In sehr trockenen Regionen im Sommer zurückgezogen („Übersommerung“). Die Fortpflanzung findet meist von Februar bis Mai, oft aber auch im August/September statt. In der Zeit ist die Art auch tagsüber aktiv, sonst nachtaktiv. Die Nahrung besteht aus Käfern, darunter großen Laufkäfern, Schnecken, Regenwürmern, Schmetterlingsraupen u. ä.

## Gefährdung
Die IUCN listet die Art als nicht gefährdet (least concern). Die Art ist weit verbreitet, wenn auch sporadisch, dabei örtlich häufig. Gefährdungen entstehen vorrangig durch den Verlust von Laichgewässern und den Tod auf Straßen während der Wanderungen zur Laichzeit.

## Unterarten
Eine Unterart der Nordafrikanischen Wechselkröte ist die Sizilianische Wechselkröte (Bufotes boulengeri siculus (Stöck, Sicilia, Belfiore, Lo Brutto, Lo Valvo & Arculeo, 2008)), die auf Sizilien lebt und ehemals als eigene Art geführt wurde.